# Karl Hampe
Ne doit pas être confondu avec Karl Friedrich Hampe (1772-1848), peintre prussien
Karl Ludwig Hampe (3 février 1869 - 14 février 1936) est un historien médiéviste allemand spécialiste du Saint-Empire romain germanique et du haut Moyen Âge.

## Biographie
Hampe est né à Brême dans une famille calviniste .
Il étudie d'abord à l'Université rhénane Frédéric-Guillaume de Bonn puis en 1893 il reçoit un doctorat de l’Université Humboldt de Berlin. Après ses études, il passe cinq ans en tant qu'employé des Monumenta Germaniae Historica.
En 1903, il est nommé à un poste de professeur d'histoire médiévale et de sciences auxiliaires de l’histoire à l’Université de Heidelberg,
En 1924, il devient recteur de l'université. Hampe reste à ce poste jusqu'en 1933, date à laquelle il refuse d’accepter la pression croissante sur les universités émanant du nouveau gouvernement nazi. Il démissionne de son poste de professeur, rejoignant ainsi l’émigration intérieure.
Il meurt à Heidelberg en 1936 des suites d'un accident de bicyclette.
Son fils Roland Hampe (2 décembre 1908 - 23 janvier 1981) est archéologue et de 1959 à 1975, également professeur à l'Université de Heidelberg.

## Principaux ouvrages
Les principaux ouvrages historiques de Hampe comprennent le *  Deutscher Kaiser Geschichte in der Zeit der Salier und Staufer, traduit en anglais et publié  sous le titre "Germany under the Salian and Hohenstaufen emperors”  soit en français  “L’Allemagne sous les empereurs  des  Dynasties franconiennes et Hohenstaufen" (1974).
D'autres travaux importants comprennent: 
- Geschichte Konradins von Hohenstaufen 1893 - Histoire de Conradin de Hohenstaufen.
- Kaiser Friedrich II, der Hohenstaufe, 1899 -  Frédéric II (empereur des Romains).
- Mittelalterliche Geschichte, 1922 - Histoire médiévale.
- Die Aktenstücke zum Frieden von S. Germano 1230, 1926 -  Documents déposés associés à la paix de San Germano 1230.
- Herrschergestalten des deutschen Mittelalters 1927 - Chiffres décisifs du Moyen Âge allemand.
- Das Hochmittelalter. Geschichte des Abendlandes von 900 bis 1250, 1932 - le haut Moyen Âge. Histoire de l'Occident 900-1250 [5].